# Рем Сен Жорж
Рѐм Сен Жо̀рж (на италиански и на френски: Rhêmes-Saint-Georges, на местен диалект: Sen Dzordze de Rèma, Сен Дзордз де Рема) е община в Северна Италия, автономен регион Вале д'Аоста. Разположена е на 1218 m надморска височина. Населението на общината е 209 души (към 2010 г.).
Административен център на общината е село Ковейран (Coveyrand).